# L'usignolo e la rosa
L'usignolo e la rosa (The Nightingale and the Rose) è una fiaba di Oscar Wilde contenuta nella raccolta Il principe felice e altri racconti. Come negli altri brani del libro, vi è ravvisabile, oltre all'intento educativo, una violenta e ironica critica verso la società vittoriana.

## Trama
Un giovane studente è innamorato della figlia di un professore, che ha promesso di portarlo a un ballo in cambio di una rosa rossa. Il ragazzo però si rammarica di non averne nel proprio giardino e un usignolo, sentitolo parlare, colpito da questo sentimento sincero, decide di andare in cerca di una rosa rossa.
Spiccato il volo, vede dall'alto, in un campo erboso, un bellissimo rosaio; gli vola sopra e gli si posa su un piccolo ramoscello, per poi chiedergli la rosa in cambio della sua canzone più dolce, ma il cespuglio ha solo rose bianche e consiglia all'uccellino di chiedere a suo fratello che cresce vicino alla vecchia meridiana. Così l'usignolo vi si reca e ripete la richiesta in cambio della sua canzone più dolce, ma le sue rose sono gialle. Poi consiglia all'usignolo di andare da suo fratello che cresce vicino alla finestra del giovane studente, poiché probabilmente esso potrà dargli ciò che desidera. Anche questo cespuglio non può accontentarlo, siccome le sue rose sono rosse, ma il rigido inverno non gli ha lasciato fare neanche una rosa.
L'usignolo domanda quindi se c'è un modo grazie al quale avere ciò che desidera e il cespuglio gli risponde che per ottenere una rosa rossa dovrebbe cantare tutta la notte e squarciarsi il petto, cosicché il sangue fuoriuscente dal cuore colori la rosa. L'usignolo vede il giovane studente come un vero innamorato, così decide di sacrificarsi, perché l'amore vale più della vita ed è perfetto solo nella morte. Di conseguenza si perfora il cuore con una spina e si mette a cantare. L'uccellino soffre per tutta la nottata e, quando il cespuglio lo chiama per dirgli che la rosa era finita, era ormai morto.
Il mattino seguente lo studente vede nel giardino la rosa rossa. Meravigliato, dice che è la rosa più rossa e bella del mondo e tutto felice va dalla sua innamorata. Arrivato sul posto, porge la rosa alla ragazza, ma lei, senza gratitudine, la rifiuta. Aggiunge di aver appena ricevuto alcuni gioielli favolosi da un altro ragazzo e che tutti sanno che i gioielli costano più dei fiori. Così il giovane studente getta via la rosa, maledice l'amore e si chiude nella propria stanza a studiare.

## Influenza culturale
Vinicio Capossela ha rielaborato l'opera nel suo brano Con una rosa, uscito nel 2000 nell'album Canzoni a manovella edito dalla CDG East West.
Alessandro Mannarino ha preso spunto da questa favola nella sua canzone Merlo Rosso, dall'album Supersantos cantata in duetto con Claudia Angelucci.

## Opere collegate
L'usignolo e la rosa fa parte de Il principe felice e altri racconti assieme a:
- Il principe felice
- Il gigante egoista
- L'amico devoto
- Il razzo eccezionale